# David Blanco
David Blanco (Bienne, Suiza, 3 de marzo de 1975) es un ciclista español que fue profesional entre 2000 y 2012.
Su logro más importante es tener el récord de 5 victorias en la Vuelta a Portugal.

## Biografía

### Primeros años en Portugal
Licenciado en Administración de Empresas, debutó como profesional en el año 2000 con el equipo portugués Paredes-Rota dos Moveis-Tintas Vip. En 2001 decidió dejar la bicicleta para dedicarse a su otra pasión, la Bolsa de valores, por lo que se fue a Ponferrada a trabajar como broker. Sin embargo, pronto dejó dicha actividad para irse a vivir a Lisboa, donde comenzó a salir en bici otra vez. Así, a partir de mitad de temporada regresó a la competición, corriendo en el equipo Asc-Vila do Conde.
En 2003 se fue al Porta da Ravessa - Tavira, temporada en la que consiguió su primer triunfo como profesional al ganar una etapa del Gran Premio CTT Correios de Portugal. Ese año logró también un meritorio quinto lugar en la Vuelta a Portugal. Ese resultado que le sirvió para que Vicente Belda, director deportivo del equipo español Kelme, se fijase en él y lo fichase para la siguiente temporada.

### Regreso a España con Belda
En 2004, su primera temporada en el equipo dirigido por Belda (renombrado Comunitat Valenciana en un invierno en el que Jesús Manzano denunció la existencia de un dopaje sistemático en el equipo en el tiempo que el formó parte de la formación alicantina, 2000-2003), Blanco consiguió un décimo puesto en la Vuelta a España.
En 2005 fue uno de los nueve integrantes de la selección española en el Mundial de ciclismo, disputado en Madrid. Blanco terminó 69.º a 36" del ganador, en una carrera en la que su compañero de selección Alejandro Valverde logró la medalla de plata al ser segundo.

### Operación Puerto
En 2006, en el marco de la Operación Puerto, fue identificado por la Guardia Civil como cliente de la red de dopaje liderada por Eufemiano Fuentes, bajo el nombre en clave Blanco y su nombre real. Entre las pruebas recabadas por el instituto armado se encontraban las siguientes:
- el Documento 1, en el que figura su nombre en clave (Blanco), que se compone de un cuadro en el que se detalla un programa de extracciones/reposiciones sanguíneas entre julio y septiembre en un año sin identificar. En dicho programa de autotransfusiones figuraban también los nombres en clave de varios compañeros del equipo Comunitat Valenciana en la temporada 2005.[6]

- los Documentos 33-53, en los que su nombre real David Blanco figura, junto al de varios compañeros del Comunitat Valenciana, sobre el calendario ciclista de la temporada 2005.[6]
- el Documento 32, en el que figura toda la plantilla del Comunitat Valenciana. Junto a nombres de corredores (incluido el suyo) figuran fechas y anotaciones que detallan extracciones y reinfusiones sanguíneas.[7]

Blanco no fue sancionado por la Justicia española al no ser el dopaje un delito en España en ese momento, y tampoco recibió ninguna sanción deportiva al negarse el juez instructor del caso a facilitar a los organismos deportivos internacionales (AMA, UCI) las pruebas que demostrarían su implicación como cliente de la red de dopaje.
Blanco y todos los componentes del Comunitat Valenciana dieron voluntariamente una muestra de su sangre para que su ADN fuese cotejado con el de las bolsas sanguíneas incautadas en el marco de la Operación Puerto, con el objetivo de demostrar su no implicación en la trama. El juez Serrano no autorizó que las pruebas solicitadas por los ciclistas del equipo levantino pudieran ser llevadas a cabo.
Se daba la circunstancia de que ninguna de las bolsas sanguíneas halladas durante los registros practicados el 23 de mayo de 2006 pertenecería según las investigaciones de la Guardia Civil a ciclista alguno del equipo, ni bajo sus nombres en clave ni reales, al no haber (al contrario que en el caso de otros clientes) bolsas sanguíneas para futuras reinfusiones, sino calendarios de autotransfusiones (extracciones/reposiciones) de temporadas anteriores.

### Regreso a Portugal
En 2006 consiguió hacerse con el triunfo en la Vuelta a Portugal, gracias a una contrarreloj final en la que consiguió alcanzar el liderato. Con la desaparición del Comunitat Valenciana por la Operación Puerto, Blanco firmó a mediados de agosto un precontrato con el Karpin Galicia de su región, un nuevo equipo Continental Profesional que debutaría en la siguiente temporada. Sin embargo, el ciclista renunció en noviembre al preacuerdo mediante un comunicado en el que explicó su deseo de no formar parte del equipo gallego alegando motivos personales que fueron comprendidos por el equipo. Blanco regresó así al ciclismo portugués.
En concreto, para 2007 fichó por el equipo portugués Duja-Tavira, renombrado en 2008 como Palmeiras Resort-Tavira, ganando por segunda vez la Vuelta a Portugal. Con ese triunfo se convirtió en el primer ciclista no portugués en ganar en dos ocasiones la ronda lusa, así como el primer ciclista del histórico equipo Tavira en ganar la carrera.
En 2009 el gallego volvió a ser proclamado vencedor de la Vuelta a Portugal tras la descalificación del portugués Nuño Ribeiro por dopaje, y además es vencedor de 2 etapas por la descalificación del luso y del español Héctor Guerra. Confirmado.
En 2010 ganó la Vuelta a Portugal por cuarta vez (tercera consecutiva), igualando el récord de victorias en la ronda lusa que hasta entonces ostentaba en solitario el ciclista portugués Marco Chagas. En septiembre de ese año pasó al Team Geox.

### 2011: En el Geox de Mauro Gianetti y  Joxean "Matxín"
En 2011 dejó al Palmeiras-Tavira y retornó a España al llegarle el ofrecimiento del Geox-TMC (anteriormente Footon-Servetto). El equipo había contratado a Denis Menchov y Carlos Sastre y se preveía que continuaría con la licencia ProTour, con lo cual Blanco podría cumplir su sueño de correr el Tour de Francia siendo gregario de Menchov. El primer golpe duro al equipo fue que no pudo mantener la categoría y debió pasar a la Pro Continental, con lo cual se dependía de que los organizadores del Tour de Francia invitasen al equipo a la ronda gala. El segundo golpe fue que ASO decidió invitar a los 4 equipos franceses de categoría Pro Continental para esa edición, con lo cual Blanco se quedó sin la "Grand Boucle".

### Giro, Vuelta y sin equipo
Sin posibilidad de correr el Tour, Blanco fue uno de los 9 seleccionados para el Giro de Italia, donde acudió como gregario de Menchov y Sastre. En su primera participación en el Giro la mejor colocación que logró en una etapa fue la vigésima en la 18.ª etapa entre Morbegno y San Pellegrino Terme. Mientras que por equipos el Geox culminó 5.º ese Giro, Blanco finalizó en la posición 65º y fue el 4.º mejor hombre del equipo, por detrás de  Menchov (7.º), Sastre (29.º) y Marcel Wyss (33.º).
El segundo gran desafío fue la Vuelta a España, carrera que corría por tercera vez. Allí el Geox ganó la clasificación por equipos y su compañero Juanjo Cobo la clasificación general. Blanco fue 47.º al finalizar la ronda y la mejor actuación en una etapa fue en la 13.ª con final en Ponferrada donde acabó 8.º en una escapada de una veintena de hombres que fugaron antes del puerto de Ancares.
Luego de disputada la Vuelta, la empresa Geox retiró el patrocinio del equipo y aunque Gianetti y "Matxín" intentaron encontrar patrocinadores, no lo lograron y el equipo desapareció, con lo cual Blanco quedó sin equipo para 2012.

### 2012: Nuevamente en Portugal
Tras la decepción con el equipo Geox pensó en retirarse, pero la posibilidad de ganar la 5.ª Vuelta a Portugal, lo hicieron cambiar de opinión. Tuvo contactos con su anterior equipo en Portugal, el Tavira-Prio pero finalmente a mediados de marzo de 2012 fichó por el Efapel-Glassdrive. "la única cosa que me empuja a seguir montando en bicicleta es intentar ganar la Vuelta a Portugal por quinta vez", declaró en su presentación al equipo.
En abril hizo "top ten" en la Vuelta a Castilla y León y en la Vuelta a Asturias, siendo 10.º y 7.º respectivamente.

### La 5.ª "Grandíssima"
En busca de la quinta corona, en la Vuelta a Portugal 2012, llegó a la 8.ª etapa (la etapa reina) ubicado 5.º en la clasificación general a 51 s del líder Hugo Sabido. Se culminaba en el Alto da Torre, un puerto de 30 km de longitud en las cercanías de Seia. Luego de algunos ataques logró soltar a Sabido y con ayuda de su compañero Rui Sousa quién iba por delante, ganó la etapa. Hugo Sabido llegó 49 s más tarde y Blanco tomó el liderato por 8 s. La 9.ª y penúltima etapa fue la contrarreloj donde logró la 4.ª posición, mientras que Sabido fue 11.º estirando la diferencia en la general a 22 s. En el final en Lisboa, David Blanco se coronó pentacampeón, siendo el único ciclista con 5 títulos en la ronda lusa.
Con el objetivo cumplido, se retiró al final de la temporada.

## Palmarés
2003
- 1 etapa del Gran Premio CTT Correios de Portugal

2006
- Vuelta a Portugal, más 2 etapas

2007
- Gran Premio Paredes Rota dos Móveis, más 1 etapa

2008
- Vuelta a Portugal

2009
- Vuelta a Portugal, más 2 etapas

2010
- Vuelta al Alentejo, más 1 etapa
- Vuelta a Portugal, más 2 etapas

2012
- Vuelta a Portugal, más 1 etapa

## Resultados en Grandes Vueltas y Campeonatos del Mundo
Durante su carrera deportiva consiguió los siguientes puestos en las Grandes Vueltas y en los Campeonatos del Mundo en carretera:
| Carrera         | Carrera         | 2000 | 2001 | 2002 | 2003 | 2004 | 2005 | 2006 | 2007 | 2008 | 2009 | 2010 | 2011 |
| --------------- | --------------- | ---- | ---- | ---- | ---- | ---- | ---- | ---- | ---- | ---- | ---- | ---- | ---- |
|                 | Giro de Italia  | —    | —    | —    | —    | —    | —    | —    | —    | —    | —    | —    | 66.º |
|                 | Tour de Francia | —    | —    | —    | —    | —    | —    | —    | —    | —    | —    | —    | —    |
|                 | Vuelta a España | —    | —    | —    | —    | 10.º | 13.º | —    | —    | —    | —    | —    | 47.º |
| Mundial en Ruta | Mundial en Ruta | —    | —    | —    | —    | —    | 68.º | —    | —    | —    | —    | —    | —    |

—: no participa

Ab.: abandono

## Equipos
- C.C.Alca-Santiago (1994-1995)
- C.C.Coruñés-Leyma (1996-1999)
- Paredes-Rota dos Moveis-Tintas Vip (2000-2001)
- Asc-Vila do Conde (2002)
- Porta da Ravessa-Tavira (2003)
- Comunidad Valenciana (2004-2006)
  - Comunidad Valenciana-Kelme (2004)
  - Comunidad Valenciana (2005-2006)
- Duja-Tavira/Palmeiras Resort (2007-2010)
  - Duja-Tavira (2007)
  - Palmeiras Resort-Tavira (2008)
  - Palmeiras Resort-Prio (2009-2010)
- Geox-TMC (2011)
- Efapel-Glassdrive (2012)[35]